# Emiko Ueno
Emiko Ueno –en japonés, 植野恵美子, Ueno Emiko– es una deportista japonesa que compitió en bádminton. Ganó una medalla de oro en el Campeonato Mundial de Bádminton de 1977, en la prueba de dobles.

## Palmarés internacional
| Campeonato Mundial | Campeonato Mundial | Campeonato Mundial | Campeonato Mundial |
| Año                | Lugar              | Medalla            | Prueba             |
| ------------------ | ------------------ | ------------------ | ------------------ |
| 1977               | Malmö (Suecia)     | Medalla de oro     | Dobles             |